# Bruno Eckardt
Bruno Alfred Richard Eckardt (* 2. Juni 1892 in Dillenburg; † 1987 in Berlin) war ein deutscher Meteorologe. Eckardt war ein Sohn des Vermessungsrevisors Heinrich Eckardt und dessen zweiter Frau Anna Ender. Seit den frühen 1920er Jahren erforschte er die Familie Eckardt aus Döllstädt. Die Ergebnisse teilte er vielen Angehörigen der Eckardt-Familie durch seinen "Heimatboten" mit.

## Kindheit und Schulzeit
Eckardts Vater wurde als preußischer Beamter je nach anfallenden Aufgaben öfter versetzt. Deshalb zog die Familie mehrmals um: von Dillenburg nach Limburg an der Lahn, danach im Jahr 1895 nach Witzenhausen. Dort besucht Bruno ab 1898 die Volksschule und kam 1902 auf die Städtische Mittelschule. 1904 wurde der Vater nach Düren im Rheinland versetzt und die Familie zog abermals um. Bruno besuchte nun das Reform-Realgymnasium. Er war schon zu dieser Zeit sehr an Naturwissenschaften interessiert und hatte sich zusammen mit einem Schulfreund ein kleines Laboratorium eingerichtet. Er beobachtete das Wetter und Klima, ließ kleine Wetterballons aufsteigen und konnte seine Ergebnisse sogar in den örtlichen Zeitungen veröffentlichen. Er unternahm auch Erkundungen des Umlandes.

## Erster Weltkrieg
Nach seinem Abitur 1914 studierte er Naturwissenschaften an der Technischen Hochschule Aachen und später in Frankfurt am Main. Im November 1914 wurde er zum Wehrdienst einberufen und musste sein Studium unterbrechen. Im Februar 1915 wurde er nach der militärischen Ausbildung und einem Kampfeinsatz zum Militärwetterdienst unter Hugo Hergesell abgeordnet.
Nach dem Krieg studierte Bruno weiter an den Universitäten Hamburg und Marburg und spezialisierte sich nun auf die Wetterkunde, Meteorologie und Geophysik.

## Laufbahn
Bruno Eckardt schrieb seine Doktorarbeit unter Betreuung von Alfred Wegener. Am 3. Juni 1922 wurde Eckardt zum Dr. rer. nat. promoviert und fand eine Anstellung an der Öffentlichen Wetterdienststelle bei den Thüringischen Staatsanstalten in Ilmenau. Als Bruno nun wieder näher an der Heimat seiner Vorfahren lebte und arbeitete, widmete er einen großen Teil seiner Freizeit der Ahnenforschung.
1924 heiratete er Charlotte Baschien, mit der er zwei Söhne hatte. Sein erster Sohn Volkmar fiel im Mai 1945 im Alter von nur 18 Jahren in Österreich. 1925 kam er zur Deutschen Seewarte in Hannover. Seit 1930 war er Leiter der Flugwetterwarte und des öffentlichen Wetterdienstes in Hannover.
1927 wurde er abgeordnet zur Wetterwarte Norderney, 1929 unternahm er eine Forschungsfahrt nach Westafrika. Er berichtet von dieser Fahrt im Heimatboten auf Seite 32. Von 1934 bis 1938 war er Leiter der Fliegerhorst-Wetterwarte in Gotha. 1936 wurde er vom Luftfahrtministerium zum Regierungsrat ernannt. 1938 war er Wetterdienstleiter am Flughafen Dresden-Klotzsche. 1940 wurde er abgeordnet zum Fliegerhorst Köthen, 1941 zur Radiosondenstation in Friedrichshafen am Bodensee, 1943 zum Reichsamt für Wetterdienst in Berlin. Danach war er eingesetzt in Pförten in der Lausitz, Meerane in Sachsen und zuletzt Böhmen. Dort geriet er bei Kriegsende in amerikanische Gefangenschaft und im Juni 1945 zu seiner Mutter in Halle zurück.
Am 15. Oktober 1945 wurde er zum Direktor der sächsischen Landeswetterwarte in Dresden verpflichtet. 1949 siedelte Bruno Eckardt nach West-Berlin über und wurde dort 1956 pensioniert.

## Publikationen (Auswahl)
- Ergebnisse der Pilotballonaufstiege von Hamburg-Grossborstel : (Drachenstation der Deutschen Seewarte). Ausgeführt in den Jahren 1915 bis 1917 und vektoriell berechnet. (Dissertation) Universität Hamburg, 1922.
- mit Paul Lühe: Ergebnisse von Höhenwindmessungen auf dem Ostatlantischen Ozean längs der westafrikanischen Küste im Januar und Februar 1929. X. Forschungsfahrt der Deutschen Seewarte. Hanseat. Verl.-Anst., Hamburg 1932.